# Boldyn Bjambdordż
Boldyn Bjambdordż (mgl. Болдын Бямбадорж,ur. 6 kwietnia 1991 w ajmaku bulgańskim) – mongolski biegacz narciarski.

## Kariera
Po raz pierwszy na arenie międzynarodowej Bjambdordż pojawił się 20 lutego 2013 roku, podczas zawodów eliminacyjnych do biegu na 15 km w Mistrzostwach Świata w Val di Fiemme, gdzie uplasował się na pozycji 56 i nie zakwalifikował się do biegu.
W Pucharze Świata jeszcze nie zadebiutował.
Podczas ceremonii otwarcia Zimowych Igrzysk Olimpijskich w Soczi był chorążym reprezentacji Mongolii, występując w biegu na 15 km techniką klasyczną.

## Osiągnięcia

### Igrzyska olimpijskie
| Miejsce | Dzień     | Rok  | Miejscowość | Konkurencja             | Czas biegu  | Strata      | Zwycięzca     |
| ------- | --------- | ---- | ----------- | ----------------------- | ----------- | ----------- | ------------- |
| 80.     | 14 lutego | 2014 | Soczi       | 15 km stylem klasycznym | 38:29,7 min | +9:59,9 min | Dario Cologna |

### Mistrzostwa świata
| Miejsce | Dzień     | Rok  | Miejscowość   | Konkurs                  | Wynik       | Strata     | Zwycięzca      |
| ------- | --------- | ---- | ------------- | ------------------------ | ----------- | ---------- | -------------- |
| LPD.    | 23 lutego | 2013 | Val di Fiemme | 30 km - bieg łączony     | 1:13:09.3 h | zdublowany | Dario Cologna  |
| 71.     | 19 lutego | 2015 | Falun         | Sprint stylem klasycznym | 3:02,35 min | —          | Petter Northug |

### Uniwersjada
| Miejsce | Dzień       | Rok  | Miejscowość         | Konkurencja                  | Czas biegu   | Strata       | Zwycięzca           |
| ------- | ----------- | ---- | ------------------- | ---------------------------- | ------------ | ------------ | ------------------- |
| 77.     | 12 grudnia  | 2013 | Val di Fiemme       | 15 km - bieg łączony         | 38:42.1 min  | +7:50.6 min  | Raul Szakirzianow   |
| 71.     | 14 grudnia  | 2013 | Val di Fiemme       | Sprint stylem klasycznym     | —            | —            | Maxim Kovalev       |
| 89.     | 17 grudnia  | 2013 | Val di Fiemme       | 10 km stylem dowolnym        | 23:57.4 min  | +3:27.9 min  | Milanko Petrović    |
| 61.     | 21 grudnia  | 2013 | Val di Fiemme       | 30 km stylem klasycznym      | 1:23:14.2 h  | +17:08.8 min | Władisław Skobielew |
| 66.     | 25 stycznia | 2015 | Szczyrbskie Jezioro | Sprint stylem dowolnym       | —            | —            | Andriej Łarkow      |
| 26.     | 26 stycznia | 2015 | Szczyrbskie Jezioro | Sprint dr. stylem klasycznym | 19:56.98 min | półfinał     | Rosja I             |
| 69.     | 28 stycznia | 2015 | Szczyrbskie Jezioro | 10 km stylem klasycznym      | 23:29.2 min  | +3:32.6 min  | Andrey Feller       |
| 14.     | 30 stycznia | 2015 | Szczyrbskie Jezioro | Sztafeta 4x7,5 km            | 1:22:49.0 h  | +18:40.4 min | Rosja               |
| 49.     | 1 lutego    | 2015 | Szczyrbskie Jezioro | 30 km stylem dowolnym        | 1:16:20.1 h  | +12:54.8 min | Andriej Łarkow      |